# Furcatergalia
Sous-ordre
Taxons de rang inférieur
- Lanceolata
- Palpotarsa McCafferty, 1998
- Pannota
- Scaphodonta

Les Furcatergalia sont un sous-ordre d'insectes de l'ordre des éphéméroptères. 